# ビリー諸川
ビリー諸川（びりーもろかわ、本名：諸川秀樹〈もろかわひでき〉、1957年11月25日 - ）は、日本の歌手、タレント、ライター、司会者。
HARVEST MOONのボーカル、リズムギターである。血液型A型。

## プロフィール

### 生い立ち
1957年11月25日正午東京都大田区にて諸川家の次男として誕生する。兄春樹とは5歳違い。父は私立小野学園の教頭、東京都立新宿高等学校の教師をしており、裕福な幼少期を過ごしていたが、7歳の時、父が死去。以後、母が女手一つで兄弟2人を育てる（兄は高校に入学して以降アルバイトで生活を助ける）。小学校3年生の時にはプロレスに興味を持ち、ジャイアント馬場の大ファンとなる。母の作ったおにぎりを持って、一人で田園コロシアムまでプロレス観戦に行っていた。その頃は、将来はプロレスラーになりたいと真剣に考えていた。
小学校5年生に兄の影響で野球を始め、兄の特訓も有りメキメキと頭角を現す。私立小野学園小学校卒業後、私立日本大学第三中学校に進学し、野球部に所属。読売巨人軍の長嶋茂雄に憧れていた為、長嶋と同じポジションであるサードを守っていた。三年生の時にはキャプテンを務めた。その後私立日本大学第三高等学校に進学をしたが、野球部の入団テスト時に肘を痛め、野球を断念した（今もその影響で右肘がまっすぐに伸びない）。
野球を断念し、目標を失いかけていた1972年の秋、たまたま好きな女優が出演するという理由から見たテレビの深夜映画でエルヴィス・プレスリーと遭遇する。1977年エルヴィス・プレスリー死去。アルバイトをし、予備校に通っていて目標が定まらない日々を送っていたある日、呆れて見兼ねた兄からビンタされ、毎年1000人も誕生する東大生と、100年に一人誕生するかしないかのプレスリーのような歌手、どちらに一度きりの人生を賭けるべきなのか、もう一度、その頭で良く考えてみろと問われたことにより目覚め、エルヴィス道を選ぶこととなった。エルヴィスを歌うために英語をマスターすることを最初の目標とし、お茶の水にあるアテネ・フランセという専門学校に進学し、英会話を学ぶ。後に初めて人前で歌うことになるのだが、そのきっかけを与えてくれたシャネルズというドゥーワップ・グループのバンドリーダーの吉田憲右と知り合う。

### 音楽活動開始
1977年英会話の専門学校で知り合った吉田憲右の紹介で大井町のシブヤ楽器2Fの練習スタジオで練習をしていたデビュー前のシャネルズと巡り会う。ここで人前で初めてエルヴィス・プレスリーのハウンド・ドッグを歌ったのだが、メンバーの田代まさしに「キーは何？」と聞かれ、キーの意味すら理解していなかった為、本来Cで歌うところを、三度高いEで歌った。しかし、その出来事で自信を付け、カントリー歌手のジミー時田の元へ、自分の歌声を録音したカセットテープとテープレコーダーを持って、新宿のウィッシュボンというカントリーのライヴハウスに出向き、弟子にしてほしいと直談判した（この時の曲はハートブレイク・ホテルとブルー・ムーン・オブ・ケンタッキー）。そこで楽屋に案内され、テープを聞いたジミー時田から「YOUダメだね」と言われ弟子入りを断られた。それでもエルヴィスになる夢を諦めきれなかった為、何度ダメだしされても、幾度となくジミー時田のもとへ通うこととなる。そして、ジミー時田の方から、「お前には負けたよ。ちょっと中に入れ」と声をかけられ、店の店長にアルバイトとしてウエイターをしながらカントリーを勉強させてやってほしいと頼んでくれた。内弟子を取らない主義だったジミー時田だったが、晴れて外弟子になることを許された瞬間だった。1979年春に渋谷のヤマハに貼ってあったメンバー募集にて知り合った仲間とカントリーロック系のバンド、ヒルビリー・キャッツを始める。その後、ロカビリー・バンドのピンク・キャディラックスに加入。アセテート盤（ロッキン・ダディ―/ピンク・キャディラック（オリジナル））をメンバー分のみ製作。ビリーの分は現在HARVEST MOONでウッド・ベースを担当している佐野好彦が所有している。

### ロケット88、ブルー・ムーン・ボーイズ
1982年冬、ベレッツのリーダーだったドラムスのジョージ榎戸と、ロカビリーバンド、ブルー・キャップスのベーシストだったバディ仲の誘いを受け、ロケット88に参加。リードギターはピンク・キャディラックスのベーシストだったヒデ松元が担当した。1983年冬、リード・ギターリストだったヒデ松元がロケット88を脱退。代わりにロカビリーバンド、ペニーズでリード・ギターをヘルプとして担当していたトム古川が正式にロケット88のリード・ギタリストになる。1984年6月、ギャロップ・レコードよりヒルビリー・バップスとのカップリング4曲入りEPをリリース。1984年夏、音楽性の違いから、ベーシストのバディ仲がバンド名を持ったまま脱退。ブルー・キャップスでベースを弾いていたヒデ松元が、ビリー諸川が命名したロカビリー・バンド、ブルー・ムーン・ボーイズに参加。メンバーはドラムス、ジョージ榎戸、リード・ギター、トム古川、ウッド・ベース、ヒデ松元。尚リーダーはドラムスのジョージ榎戸が担当した。1985年3月ヒデ松元が事情により、ブルー・ムーン・ボーイズを脱退。トム古川がデューク佐久間とサミッツにピアニストとして参加。そんな中、ビリーは、同年のエルヴィス生誕50年を機に、エルヴィスのファン・クラブ・イヴェント出演の為のバンド、メンフィスを結成、途中何度かヘルプのベーシストを入れて、ブルー・ムーン・ボーイズの活動も行ったが、1987年まで、メンフィスをバンド活動のメインとした。1987年メンフィスのベーシストだったナッシュ南がブルー・ムーン・ボーイズのベーシストとして参加。同年8月に自費制作レコードを制作、販売した。

### デビュー以降
1987年9月、音楽評論家の湯川れい子に同年制作した自費レコードを渡したところ、メンフィスのサン・スタジオでジェームス・バートン、D・J・フォンタナ、グレン・ハーディンをバックにレコーディングする話をもちかけられた。1987年11月エルヴィス・コステロのバッキング・メンバーとして来日していたジェームス・バートンに楽屋で会い、オーディションされ、アカペラでブルー・クリスマスを歌い、見事に合格した。1988年7月メンフィスのサン・スタジオで録音。1989年1月ファンハウスよりメジャーデビュー。この頃、事情により故郷に帰らなくては行けなくなったトム古川が脱退することにより、ブルー・ムーン・ボーイズも自然消滅してしまった。メジャーデビューをし、精力的にライヴをしたかった時期に自身のバンドが無くなってしまい、テレビ出演にはメンフィスを従えたり、ライブハウス(KENTO’Sをライヴ活動の拠点として全国を回った。1991年10月リズム・ラングラーズのベーシストだったヨッピ―佐野と九州に帰っていたトム古川の許を訪ね、古川の自宅で録音した、全編日本語オリジナルのドラムレスアルバムWESTERN BOPを自主制作し、限定2000枚を販売したところ、僅か一ヶ月で完売してしまった。その後も1994年4月にはブルー・ムーン・ボーイズのメンバーだったジョージ榎戸、トム古川、ヨッピ―佐野とでバーン・ホームズよりWHEN BLUE MOON BOYS TURNS TO GOLDを発売した。1997年、ベーシストのヨッピ―佐野と、ギタリスト（不定）とでハーヴェスト・ムーンを結成。同年、エルヴィス未発表曲を考察、演奏したLOST SUNを発売。1999年8月、ギターリストにマスター加藤が正式加入。現在に至る。コニシス・エンターテインメントより、2001年にナ・ガ・シ・マ、2004年に昭和ロマンビリーの2枚のアルバム、2005年に稲妻ロッカビリィ野郎、2006年にロカビリーに恋をしての4曲入りミニアルバムを発売している。
小学校のPTA会長を5年間務めたあと、2008年から16年まで、保護司を務める。
2016年秋からは、「ロカビリーキッズツアー」と銘打って、ギター1本で子どもたちの施設を回る活動をライフワークとする。
2017年10月には、シンコーミュージックより「THE☆ロカビリー！」を出版。Amazonのロック&ポップス部門などで売り上げ1位を記録する(2022年の10月に発売された第6弾まで、毎号1位に輝く)。
2020年12月より、キッチンカーをプロデュースする。
2021年、2022年にシンコーミュージックより、ムック本『エルヴィス』を出版。
2022年7月に我が国でも公開された映画『ELVIS』のパンフレットを担当する。
2022年、百貨店初の企画「アメリカン・グラフィティー〜ロカビリーの時代」をプロデュース。

## エピソード
- 長嶋ファンとして知られているが、阪神の岡田彰布と生年月日と血液型が全く同じである。[4]
- よく酒飲みと勘違いされるが、酒も煙草も一切やらない。特に酒はアルコールアレルギーで、注射の際に塗るアルコールでも皮膚が赤くなってしまう。
- ピンク・キャディラックス時代、“ロカビリーは根性でやるもの”という、リード・ギターのバッピン・トミーの教えのもと、ライヴの時には客席のテーブルに飛び乗って、グラスなどを蹴散らしながら歌ったりした。
- ピンク・キャディラックスは個性派揃いのメンバーだった為、楽屋で意見が合わなかったときなど、ヌンチャクやナイフが飛び出すなんてこともあった。
- ライブでよくギターの弦を切っているが、「和音は3つの音で構成されているんだから、3本弦があれば十分」とのことで、3本だけ残った弦をかき鳴らしながら熱唱している。
- ブルー・ムーン・ボーイズ時代、ジミー時田の紹介で「夜のヒットスタジオ」にアマチュアでありながら出演する話があった。しかし、「テレビなんか出たら、俺たちスタイルが変えられちまうだけだ。だから断ろう」というリーダーのジョージ榎戸の判断で断ることとなった。
- JBサン・セッションの時、セッションが終わり、ジェームス・バートンが乾杯の音頭をとった瞬間、スタジオに雷鳴が響き渡ったという。雷はエルヴィスのシンボル・マークでもあった。
- 最初の著書となった「心のうずくとき」は、夢がきっかけで書き上げた本だという。その夢では1955年のエルヴィスのステージを右斜め上のバルコニー席から見ているものだったという。
- 「50年代のエルヴィス全曲」と「異星人ミスターとキングカリスマ大対決」の著書のタイトルは作家の片岡義男が付けたものである。
- 「異星人ミスターとキングカリスマ大対決」は、当時のテレビ番組「ほんパラ関口堂書店」（テレビ朝日）で330冊程あった長嶋本の中の第9位にランクインされた。

## 作品

### レコード、CD
- ピンク・キャデラック/ロッキン・ダディ（1981年アセテート盤）
- RACE WITH THE DEVIL/LONG BLOND HAIR（1984年6月レコード）
- トラック・ドライヴァー/ベイビー・レッツ・プレイ・ハウス（1987年7月シングルレコード）
- JB SUN SESSION（1989年1月25日アルバム）
- A BRAND NEW KING/パブリック・ボーイ（1989年1月25日シングル ）
- WESTERN BOP（1991年10月アルバム）
- WHEN BLUE MOON BOYS TURNS TO GOLD（1994年4月アルバム）
- LOST SUN（1997年アルバム）
- ナ・ガ・シ・マ（2001年アルバム）
- 昭和ロマンビリー（2004年アルバム）
- 稲妻ロッカビリィ野郎（2005年 4曲入）
- ロカビリーに恋をして（2006年 4曲入）
- Just Rockabilly, All My Life!（2014年 7月5日 12曲入りアルバム ビリー諸川&ハーヴェスト・ムーン名義）
- 還暦！電撃！ロカビリー(2017年11月、6曲入ミニアルバム)

### DVD
- ビリーモロカワ（2006年）※限定300枚

### 著書
- 心のうずくとき（1995年）
- エルヴィスに抱かれたギターたち（1997年）
- 50年代のエルヴィス全曲（1999年）
- ミスターとキングカリスマ大対決（2000年）
- アメリカギター1本うたい三昧（2001年）
- 昭和浪漫ロカビリー（2005年）
- THE☆ロカビリー!(2017年)
- THE☆ロカビリー!2(2018年)
- THE☆ロカビリー!3(2019年)
- ロックで療育(2019年)
- THE☆ロカビリー!4(2020年)
- エルヴィス(2021年)
- THE☆ロカビリー5(2021年)
- エルヴィス2(2022年)
- THE☆ロカビリー6(2022年)

### ライナーノーツ
- エルヴィス・イン・ナッシュヴィル（1988年）
- メンフィスより愛をこめて（1999年）
- サンライズ（1999年）
- エルヴィス：ロックン・ロール（1999年）
- エルヴィス・イン・ハリウッド（1999年）
- ストレイ・キャッツ：涙のラナウェイ・ボーイ（2003年）
- ストレイ・キャッツ：セクシー＆セブンティーン（2003年）
- エルヴィス・アット・サン（2004年）
- エルヴィス・バイ・ザ・プレスリーズ（2005年）※ＤＶＤ特典『トリビア・プレスリー』（エルヴィスに関する雑学本）を執筆。
- エルヴィス：グレイテスト・ヒット・ストーリー（2006年）
- ロカビリー3人男&3人娘（2006年）
- レディメイド・ディグス・エルヴィス（2007年）
- エルヴィス・ゴールデン・ストーリーズ（2011年）
- エルヴィス・アロハ・フロム・ハワイ　レガシー・エディション（2013年）

### ラジオ・パーソナリティー
- ロカビリー天国（1997年）
- オールウェイズ・エルヴィス（1998年 - 2005年）
- スーパー・スポーツ・メガ・ミックス（1999年 - 2001年）
- 大沢悠里のゆうゆうワイド（2003年11月）※大沢の代役を務める。
- ロカビリーDEリハビリー（2006年）
- This is Elvis（2010年 - 2015年）
- ビリー諸川の昭和浪漫歌謡曲(2017年12月〜2022年3月)
- ELVIS LIVES(2018年4月〜2019年3月)

### テレビ
- カルトQ（1993年1月17日）エルヴィス・プレスリーがテーマの回に回答者として出演
- のんビリー行こう（2010年 - ）
- NHKほうかごソングス(2019年)

### 講師
- レッツ・シング・オールデイズ！（1996年）

### 舞台
- ロカビリーに恋をして（2006年8月）
- 上海、そして東京の屋根の下で（2006年11月）
- Rな奴ら（2009年9月）
- ロカビリーに恋をして〜好きにならずにいられない(2018年11月)
- ひとり芝居〜『パティスリーこはるへようこそ』(2019年11月)

### プロデュース
- 1998年9月-『ウエスタン・カーニバル40周年』を記念して、ライヴ・ハウス「銀座ＴＡＣＴ」にて、平尾昌晃、ミッキー・カーチス、山下敬二郎の“ロカビリー三人男”のライヴをプロデュースする。

- 2005年4月-伊勢丹百貨店にて開催された『ハワイアン・フェスティヴァル』にて、司会業も兼ねながらショウの部分全般をプロデュースする。

- 2006年12月-黒澤楽器&ROAMの協力を得て、ギターやベースなどに関する“レザー・クラフト”をプロデュースする。

- 2007年10月 - ビクターより、9歳のシンガーソングライターのゆっぴちゃんをデビューさせる。デビュー曲は『メロンパンのうた』と『ドライブのうた』